# Triozamia
Triozamia är ett släkte av insekter. Triozamia ingår i familjen Homotomidae.
Kladogram enligt Catalogue of Life:
| Triozamia | \| \| Triozamia lamborni \| \| \| \| \| \| Triozamia usambarensis \| \| \| \| \| \| Triozamia vondraceki \| \| \| \| |
|           | \| \| Triozamia lamborni \| \| \| \| \| \| Triozamia usambarensis \| \| \| \| \| \| Triozamia vondraceki \| \| \| \| |
|           | Afrodynopsylla |
|           | |
|           | Austrodynopsylla |
|           | |
|           | Diceraopsylla |
|           | |
|           | Dynopsylla |
|           | |
|           | Homotoma |
|           | |
|           | Macrohomotoma |
|           | |
|           | Mycopsylla |
|           | |
|           | Phytolyma |
|           | |
|           | Pseudoeriopsylla |
|           | |
|           | Triozamia lamborni                                                                                                   |
|           | |
|           | Triozamia usambarensis                                                                                               |
|           | |
|           | Triozamia vondraceki                                                                                                 |
|           | |

|  | Triozamia lamborni     |
|  |                        |
|  | Triozamia usambarensis |
|  |                        |
|  | Triozamia vondraceki   |
|  |                        |